# Stichopogon vernaculus
Stichopogon vernaculus là một loài ruồi trong họ Asilidae. Stichopogon vernaculus được White miêu tả năm 1918. Loài này phân bố ở miền Australasia.